# David Phelps
David Norris Phelps (Tomball, 21 de outubro de 1969), ou simplesmente David Phelps, é um premiado cantor, compositor e arranjador cristão norte-americano, mais conhecido por sua passagem pelo grupo Gaither Vocal Band. E também pelas notas altas que David consegue. Além disso, David é bastante conhecido por sua bem-sucedida carreira solo, que mantém paralela à atuação com o Gaither Vocal Band.

## Biografia

### Vida pessoal
David Phelps é o mais novo dos três filhos de Gene Phelps (ex-bancário/contador e professor universitário) e Mary Ella Phelps (professora de inglês aposentada). Suas irmãs mais velhas são Sheri Denise Phelps Proctor, que foi backing vocal de David até 2012, quando faleceu vítima de câncer, Kari Lee Phelps, trompetista profissional, integrante da banda Millar Brass Ensemble, em Chicago, Illinois.
É casado com Lori Purtle Phelps (também nascida em 21 de outubro de 1969) e tem quatro filhos: Callie, Maggie Beth, David Grant e Coby.

### Carreira
David começou a cantar bem cedo. Em 1989, entrou para a Baylor University, onde se formou em Música e Performance Vocal em 1992. Hoje Phelps é diretor musical do Baylor Religious Hour Choir. Em 1994, lançou seu primeiro álbum, Journey To Grace, e em 1997 foi contratado por Bill Gaither para substituir Jonathan Pierce no Gaither Vocal Band. Sua primeira gravação com o grupo foi o álbum natalino Still The Greatest Story Ever Told, em 1998. O álbum seguinte com o grupo, God Is Good, rendeu a David o prêmio Singing News Fan Award, concedido pela revista Singing News Magazine, na categoria "Revelação do Ano" em 1999.
Em 2005, David deixou o grupo para dedicar-se exclusivamente à crescente carreira solo, sendo substituído por Wes Hampton. Durante essa época, a carreira de Phelps expandiu-se exponencialmente, rendendo a David vários prêmios Grammy e Dove. Porém, em 2009, a convite de Bill Gaither, Phelps retornou ao Gaither Vocal Band, integrando uma formação com cinco componentes, juntamente com Bill, Wes Hampton, Michael English e Mark Lowry, e permaneceu até 2017.
No dia 1 de Março de 2017 David anunciou que estava deixando o Gaither Vocal Band para se dedicar mais na carreira solo.
Em 2018 David Phelps volta a se apresentar no Brasil. Está previsto sua participação em um evento privado na Região Norte, provavelmente em Manaus e uma apresentação em São Paulo, no dia 4 de Junho.

## Discografia

### Solo

#### Álbuns de estúdio
- Journey To Grace (1994 — Independente)
- Joy, Joy (2000 — Spring Hill Records)
- David Phelps (2001 — Spring Hill Records)
- Revelation (2004 — Word)
- Life Is a Church (2005 — Word)
- One Wintry Night (2007 — Word)
- The Voice (2008 — Word)
- Family Band (2010 — Independente) -[— Com participação de Sheri Proctor e Jack Daniels.
- Classic (2012 — Gaither Music Group)
- Freedom (2015 — Gaither Music Group)
- Hymnal (2017 — Gaither Music Group)

#### Álbuns ao vivo
- Legacy Of Love Live (2006 — Word)
- No More Night: Live In Birmingham (2007 — Word)
- O Holy Night Live (2008 — Word)
- Christmas With David Phelps Live (2010 — Spring House Records)

#### Compilações
- The Best Of David Phelps (2009 — Word)
- Top 10 (2010 — Word)

### Com Gaither Vocal Band
- Ver artigo principal: Discografia de Gaither Vocal Band.